# Béatrice Santais
 (août 2021).
Si vous disposez d'ouvrages ou d'articles de référence ou si vous connaissez des sites web de qualité traitant du thème abordé ici, merci de compléter l'article en donnant les références utiles à sa vérifiabilité et en les liant à la section « Notes et références ».
Béatrice Santais, née le 17 septembre 1964 à Montmélian (Savoie), est une femme politique française. Elle est la fille de Roger Rinchet, ancien homme politique, qui fut notamment député, sénateur, et maire de Montmélian.

## Biographie
Après des études de droit public à l'Université Pierre-Mendès-France de Grenoble, elle occupe le poste de directeur des finances de la ville d'Annemasse, puis de directeur des marchés publics de la ville de Chambéry. Elle est élue conseillère générale de la Savoie en 2004 et réélue en 2008 et 2011. Au sein de l'Assemblée départementale, elle est membre de la Commission permanente et vice-présidente de la Commission des finances.
Élue conseillère municipale de Montmélian en 2001, elle est élue maire en 2008, où elle succède à son père, Roger Rinchet, qui dirigeait la commune depuis 1973. Elle est réélue en 2014 et en 2020. Depuis 2014, elle est également présidente de la communauté de communes Cœur de Savoie, regroupant d'anciennes communautés de communes de la Combe de Savoie à savoir la communauté de communes de la Combe de Savoie, la communauté de communes du Gelon et du Coisin, la communauté de communes du pays de Montmélian et la communauté de communes la Rochette - Val Gelon.
Elle est élue députée lors des élections législatives de 2012 dans la 3e circonscription de la Savoie, regroupant les cantons de Modane, Montmélian, La Ravoire, Saint-Jean-de-Maurienne et Saint-Pierre-d'Albigny. Son suppléant est François Chemin, conseiller régional de Auvergne-Rhône-Alpes et maire de Fourneaux.
À l'Assemblée nationale, elle est membre de la commission des Affaires économiques, et elle est investie, tant au niveau local qu'au niveau national, dans les énergies renouvelables.